# Drosophila furcatarsus
Drosophila furcatarsus är en tvåvingeart som beskrevs av Elmo Hardy och Kaneshiro 1979. Drosophila furcatarsus ingår i släktet Drosophila och familjen daggflugor.
Artens utbredningsområde är Hawaii.